# Eoconfuciusornis
Eoconfuciusornis is een geslacht van uitgestorven vogels uit het Vroeg-Krijt  van het huidige China, behorend tot de groep van de Pygostylia. De enige benoemde soort is Eoconfuciusornis zhengi.

## Naamgeving en vondst
De typesoort Eoconfuciusornis zhengi is in 2008 benoemd en beschreven door Zhang Fucheng, Zhou Zhonghe en Michael Benton. De geslachtsnaam verbindt een Klassiek Grieks ἠώς, èoos, 'dageraad', met de naam van het verwante geslacht Confuciusornis, een verwijzing naar de vermeende basale positie onder in de stamboom van de Confuciusornithidae. De soortaanduiding eert Zheng Guangmei.
Het holotype IVPP V11977 is gevonden bij Sichakou in Fengning in de provincie Hebei. Volgens de beschrijvers maakt de Sichakouafzetting deel uit van de Dabeigouformatie en zou daarmee stammen uit het Hauterivien, ongeveer 131 miljoen jaar oud. Volgens andere studies is het echter deel van de latere Huajiyingformatie die dateert uit het Aptien, ongeveer 125 miljoen jaar oud. Het typespecimen bestaat uit een vrij volledig skelet inclusief erg gave veerresten van een onvolwassen dier.

## Beschrijving
Het holotype van Eoconfuciusornis betreft een vrij klein individu met een dijbeenlengte van zesendertig millimeter en een schedellengte van tweeënveertig millimeter. Volgens de beschrijvers had het dier bijna een volwassen omvang bereikt en duidt dit erop dat de soort aanmerkelijk kleiner was dan Confuciusornis. Andere onderzoekers hebben er echter op gewezen dat de geringe verbening en vergroeiing van het skelet meer in overeenstemming zijn met die van een jong dier. Zo moesten verscheidene sacrale wervels nog vastgroeien.
Door de onzekerheid over de individuele leeftijd is het moeilijk gebleken om onderscheidende kenmerken ten opzichte van Confuciusornis vast te stellen. Zo missen de ruggenwervels diepe uithollingen aan hun zijkanten, zijn de achterpoten vrij lang, is het opperarmbeen bovenaan smal met een lage en niet-doorboorde crista deltopectoralis en heeft het schouderblad een kort processus acromialis maar dat kunnen ook rijpingskenmerken zijn. Andere unieke eigenschappen zijn: het ravenbeksbeen is van boven naar beneden gemeten kort; het sprongbeen heeft een overgroeide groeve voor de pees van de strekspieren; de opening van het surangulare in de onderkaak is vergroot; de staartwervels zijn van voren hol; de bovenste gewrichtsknobbel van de ellepijp is halvemaanvormig.
In het algemeen lijkt de soort sterk op Confuciusornis, inclusief de twee lange staartveren. De snuit is vrij spits met een tandeloze snavel.
In 2021 werd een nieuw specimen gemeld, STM 7-144, waarvan de nanostructuren in de melanosomen van de veren wijzen op een stralend iriserende kleur.

## Fylogenie
Eoconfuciusornis is door de beschrijvers in de Confuciusornithidae geplaatst. Hij neemt daarin een basale positie in, als vroege afsplitsing van de tak die naar Confuciusornis en Changchengornis. Deze vaststelling is echter afhankelijk van de vraag of het een jong dier betreft — die lijken door hun gebrek aan rijping basaler in de stamboom te staan dan werkelijk het geval is — en werd geïnspireerd door de gedachte dat de lagen waarin het fossiel gevonden is een zes miljoen jaar ouder zijn dan de massa van de fossielen van Confuciusornis. Zijn ze in feite even oud, dan lijkt Eoconfuciusornis een exemplaar van de laatste te zijn dat bij uitzondering in een naburige provincie gevonden is. Het is gesuggereerd dat Eoconfuciusornis aan een van de soorten van Confuciusornis nauwer verwant zou zijn dan aan de andere, in welk geval dat geslacht gesplitst zou moeten worden of van een Confuciusornis zhengi gesproken zou moeten worden.